# بوبي دوير
بوبي دوير (بالإنجليزية: Bobby Doerr) هو لاعب كرة قاعدة أمريكي، ولد في 7 أبريل 1918 في لوس أنجلوس في الولايات المتحدة، وتوفي في 13 نوفمبر 2017 في جنكشن سيتي في الولايات المتحدة.

## وصلات خارجية
- بوبي دوير على موقع دوري كرة القاعدة الرئيسي (الإنجليزية)
- بوبي دوير على موقعبيزبول رفرنس.كوم (الدوري الرئيسي) (الإنجليزية)
- بوبي دوير على موقعبيزبول رفرنس.كوم (الدوري الثانوي) (الإنجليزية)
- بوبي دوير على موقع جمعية أبحاث البيسبول الأمريكية (الإنجليزية)
- بوبي دوير على موقع إي إس بي إن.كوم (أم.أل.بي) (الإنجليزية)
- بوبي دوير على موقع مشجعي الرسوم البيانية (الإنجليزية)
- بوبي دوير على موقع قاعة مشاهير كرة القاعدة (الإنجليزية)